# Монтегю-Ванде
Монтегю-Ванде (фр. Montaigu-Vendée) — новая коммуна на западе Франции, регион Пеи-де-ла-Луар, департамент Вандея, округ Ла-Рош-сюр-Йон, центр кантона Монтегю-Ванде. Расположена в 38 км к северу от Ла-Рош-сюр-Йона и в 31 км к юго-востоку от Нанта, в 8 км от автомагистрали А83. В центре городп находится железнодорожная станция Монтегю линии Нант-Сент. Через город протекает река Мен.
Население (2019) — 20 424 человека.

## История
Коммуна образована 1 января 2019 года путем слияния коммун Буффере, Ла-Гионьер, Монтегю, Сен-Жорж-де-Монтегю и Сент-Илер-де-Луле. Центром коммуны является Монтегю. От него к новой коммуне перешли почтовый индекс и код INSEE. На картах в качестве координат Монтегю-Ванде указываются координаты Монтегю. Новая коммуна стала центром кантона, который также был переименован 24 февраля 2021 года.

### Монтегю
Поселение Монтегю было основано в конце IX века, когда жители разграбленного викингами города Дуривум (расположенного на месте нынешнего Сен-Жорж-де-Монтегю) стали искать более защищенное место для жительства и нашли его на возвышении в месте слияния рек Мен и Ассон.
С XII века можно проследить историю владельцев поселения, сеньоров Монтегю. Во время восстания принцев против короля Англии и герцога Аквитании Генриха II Плантагенета сеньор Морис де Монтегю был упомянут среди тех баронов, которые поддержали короля. Во время Столетней войны, после того как Пуату в 1360 году была передана Англии по договору Бретиньи, в Монтегю был размещен английский гарнизон, который оставил город в 1373 году, потерпев поражение от коннетабля Клиссона Бертрана дю Геклена. Сеньор Жан III де Монтегю, муж Маргариты Валуа, незаконнорожденной дочери короля Карла VI, воевал на стороне Жанны д'Арк во время освобождения Орлеана в 1429 году. В 1438 году он основал в своем городе коллегиальную церковь Святого Маврикия (Мориса). В противостоянии с герцогом Бретани Франциском II король Франции Людовик XI опирался на поддержку Монтегю, который он посетил в 1468 году. Он выделил средства на укрепление городских стен, а в январе 1480 года своим указом постановил создать в Монтегю королевскую резиденцию.
В 1517 году Монтегю стало баронством и перешло во владение семьи де Ла Тремуй. С середины XVI века в Пуатье стала распространяться Реформация, охватившая и Монтегю. Во время Религиозных войн город несколько раз переходил из рук католиков в руки протестантов и обратно. В результате этих ожесточенных столкновений было решено снести укрепления в центре города.
В начале Великой Французской революции Монтегю одним из первых городов Нижнего Пуату поздравил Национальное собрание с декретами, принятыми в ночь 4 августа 1789 года. Однако после принятия Гражданского устройства духовенства в 1791 году и последующих событий настроение в городе изменилось. С началом Вандейского мятежа в марте 1793 года жители Монтегю примкнули к нему. Отряд местных жителей захватил власть в городе и казнил многих республиканцев. 16 сентября 1793 года республиканцы захватили Монтегю и убили несколько сотен жителей; спустя пять дней вандейцы вернули его себе и также совершили грабежи и массовые убийства. 30 сентября город был окончательно взят республиканскими войсками генерала Клебера. Священнослужители, в том числе каноники коллегиальной церкви Сен-Морис, были казнены.
С 1790 по 1795 годы Монтегю был административным центром округа, с 1800 по 1810 был субпрефектурой. В августе 1808 года по дороге из Байонны через город проехали император Наполеон и Жозефина. В 1810 году объединение округа Монтегю с округом Наполеона (современный Ла-Рош-сюр-Йон) превратило город в простой административный центр кантона.

### Сен-Жорж-де-Монтегю
В 57 г. до н. э. Юлий Цезарь прибыл в Пуату, и примерно в это же время на возвышенности, расположенной между двумя реками, было основано поселение Дуривум (Durivum). Вскоре он стал главным городом римских владений Западной Галлии. В то время в городе проживало 12 000 человек, в нем были прекрасные террасные сады (нынешние холмы), а берега рек были обустроены набережными. В центре города находился форум (нынешняя ярмарочная площадь). Две большие римские дороги проходили через Дуривум и пересекались в том месте, где была построена колокольня. Центр перекрестка был увенчан статуей Аполлона. В XX-XXI веках во время раскопок на территории коммуны было обнаружено множество фрагментов зданий и артефактов этого периода.
Примерно в 580 году святой Мартин из Верту основал в Дуривуме два монастыря, женский и мужской. С этого времени Дуривум был центром распространения христианства в окрестностях, и приблизительно тогда же он был переименован в Сен-Жорж в честь Святого Георгия, славнейшего из христианских рыцарей. 
Около 820 года набеги викингов разорили Сен-Жорж и его окрестности. Большая часть уцелевшего населения покинула его и основало Монтегю к северу от Сен-Жоржа. Во время Религиозных войн протестанты сражались с католиками на территории церкви Святого Георгия. Последние потерпели поражение, и их церковь была сожжена, однако жители Сен-Жоржа оставались преимущественно католиками.

### Сент-Илер-де-Луле
Территория ассоциированной коммуны Сен-Илер-де-Луле была заселена с неолита, что подтверждается обнаруженными менгирами. Здесь проживало галльское племя амбилатров, позже Юлий Цезарь присоединил ее к римским владениям. 
В Средние века у Сен-Илер-де-Луле были разные владельцы, о чем свидетельствуют несколько расположенных на его территории замков. В XIX веке коммуна была ареной восстания роялистов, направленного на признание законности права будущего графа де Шамбора на французский трон. 15 мая 1832 года его мать герцогиня Беррийская после первой неудачи в Марселе 30 апреля попыталась поднять Вандею и прибыла в шато де ла Прёй, где встречалась с группой своих сторонников. В последующие несколько дней в окрестных муниципалитетах вспыхивают ожесточенные спорадические бои, но это восстание роялистов было быстро подавлено. 

## Достопримечательности
- Шато Монтегю XV века
- Сохранившиеся фрагменты крепостных стен в Монтегю
- Шато де ла Прёй XIII-XV веков в Сен-Илер-де-Луле
- Шато Олле в Буффере
- Церковь Святого Иоанна Крестителя в Монтегю
- Церковь Святого Георгия XIX века в Сен-Жорж-де-Монтегю
- Менгир Гран-Бернери в окрестностях  Сен-Илер-де-Луле

## Экономика
Структура занятости населения:
- сельское хозяйство — 2,1 %
- промышленность — 18,4 %
- строительство — 7,9 %
- торговля, транспорт и сфера услуг — 51,8 %
- государственные и муниципальные службы — 19,8 %

Уровень безработицы (2019) — 7,6 % (Франция в целом —  12,9 %, департамент Вандея — 10,5 %). 

Среднегодовой доход на 1 человека, евро (2019) — 22 670 (Франция в целом — 21 930, департамент Вандея — 21 550).

## Администрация
Пост мэра Монтегю-Ванде с 2020 года занимает Флоран Лимузен (Florent Limouzin). На муниципальных выборах 2020 года возглавляемый им правый список победил в 1-м туре, получив 67,33 % голосов.
| Период | Период | Фамилия        | Партия                            | Примечания                                                                    |
| ------ | ------ | -------------- | --------------------------------- | ----------------------------------------------------------------------------- |
| 2019   | 2020   | Антуан Шеро    | Движение за Францию Разные правые | первый вице-президент Регионального совета Пеи-де-ла-Луар, бывший мэр Монтегю |
| 2020   |        | Флоран Лимузен | Разные правые                     | мененджер по недвижимости, бывший мэр Буффере                                 |

## Города-побратимы
- Вальсбург, Германия
- Имменхаузен, Германия
- Користанко, Испания

## Галерея

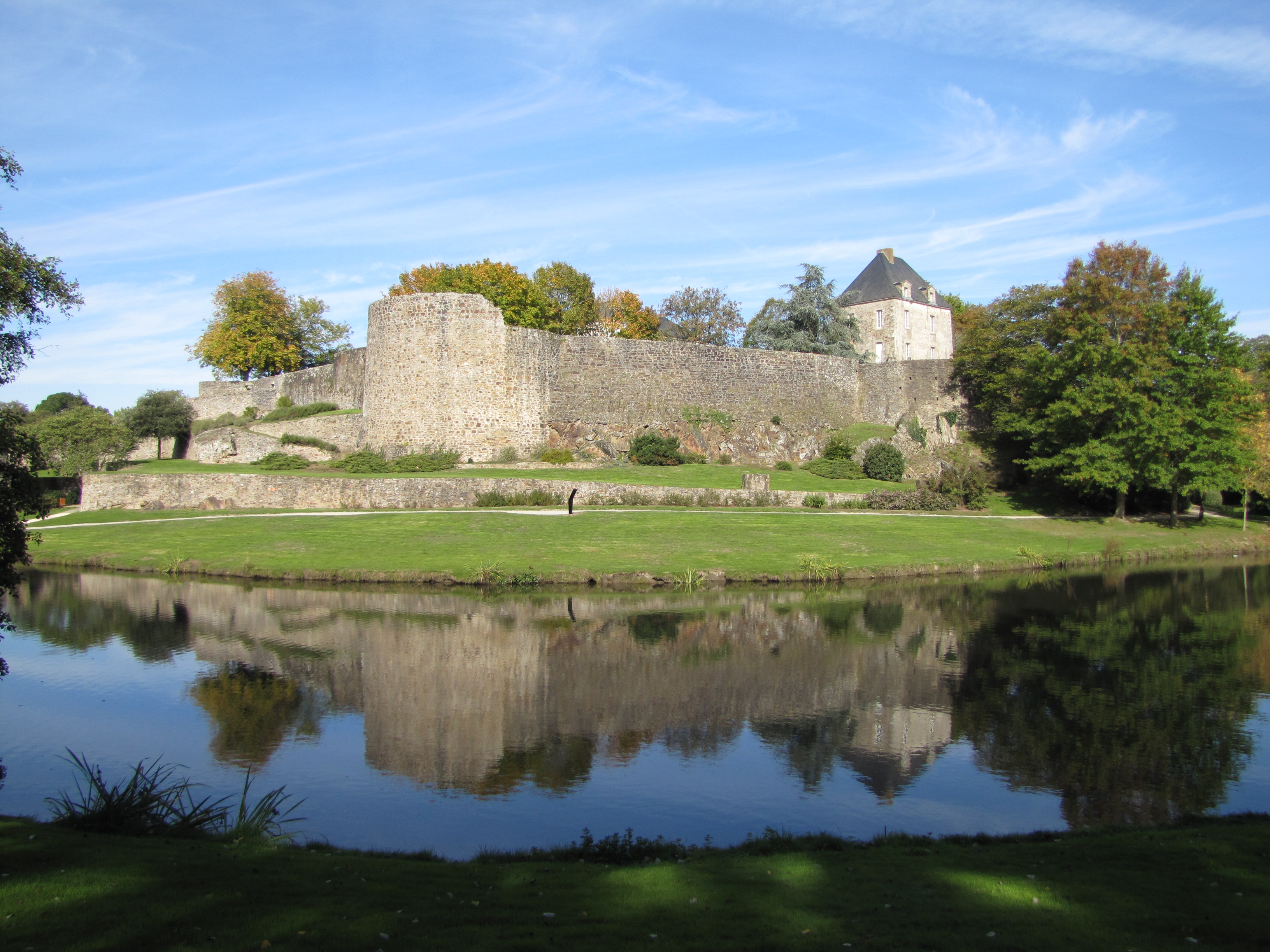
Шато Монтегю
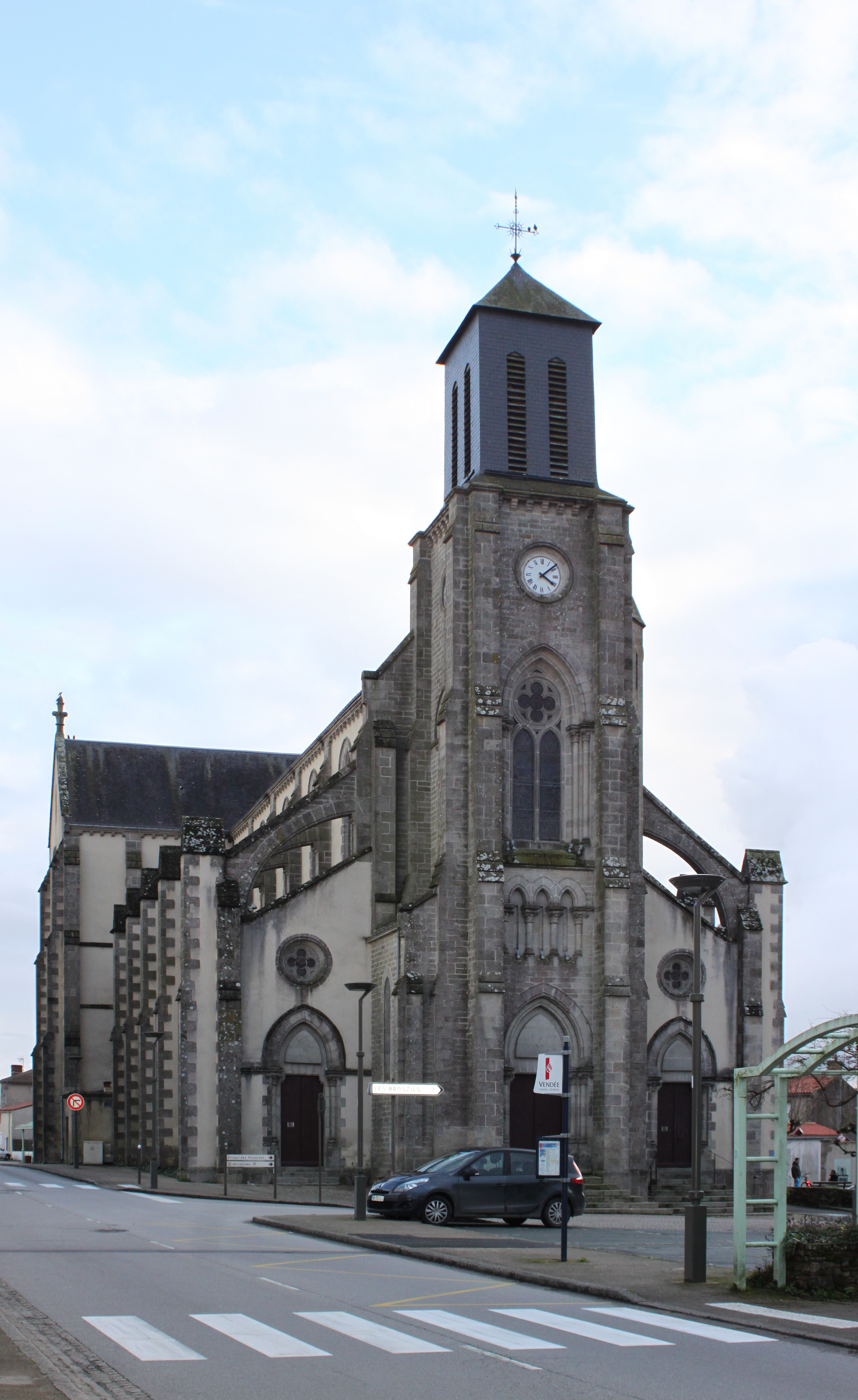
Церковь Святого Георгия
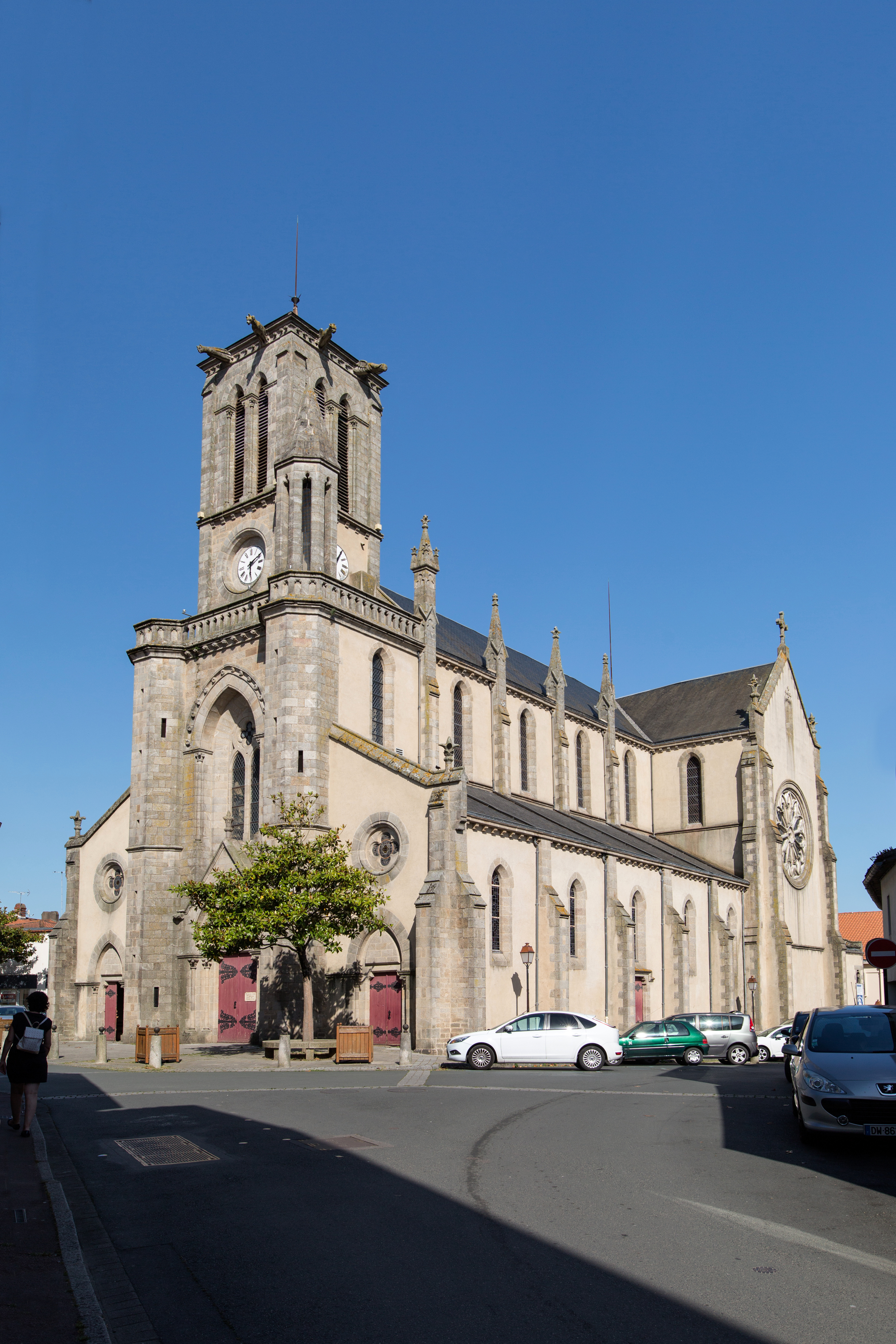
Церковь Святого Иоанна Крестителя
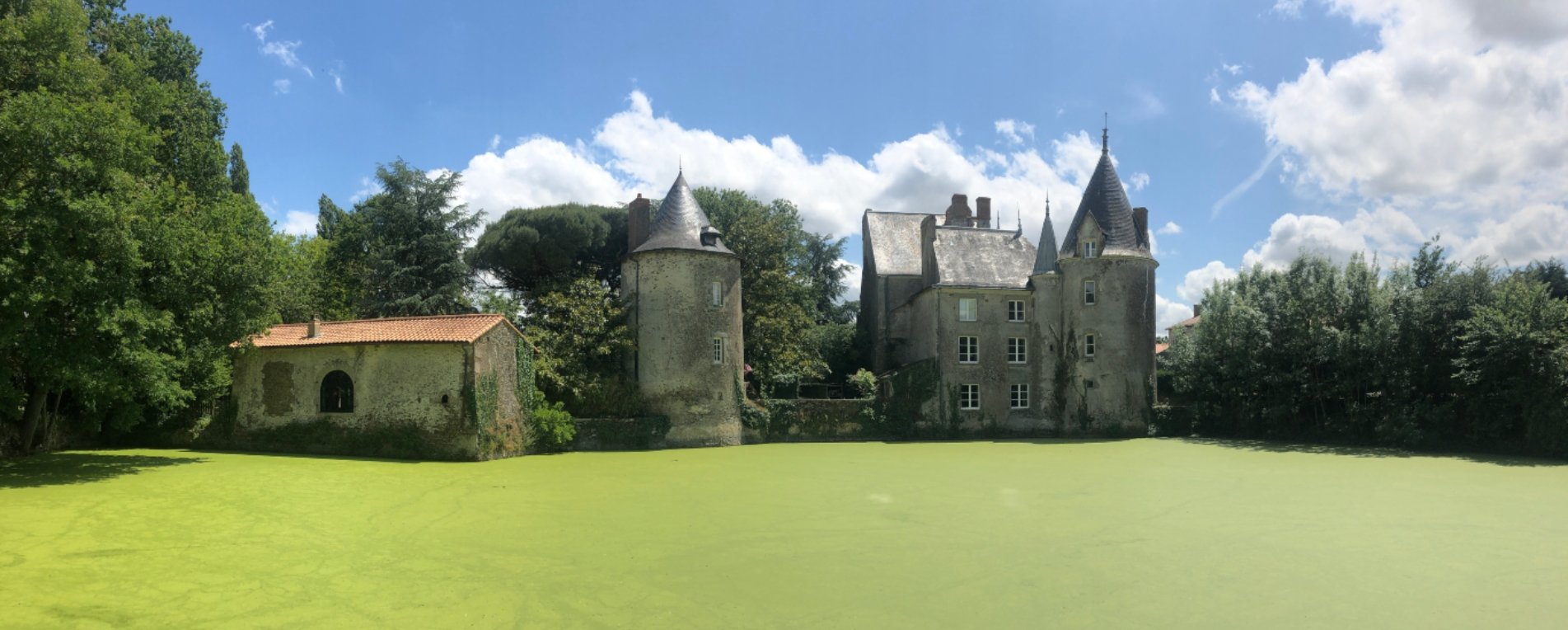
Шато де ла Прёй
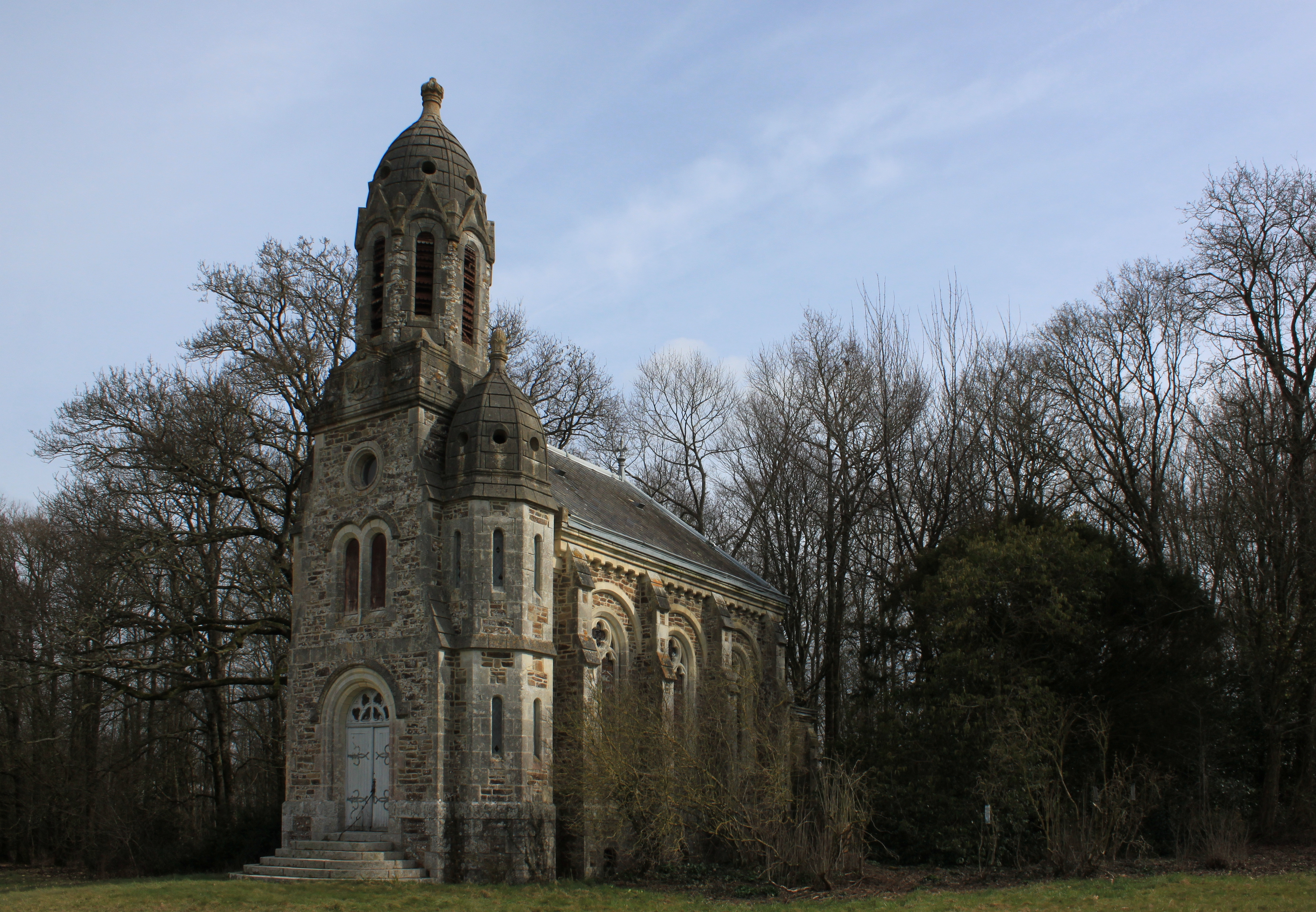
Часовня шато Олле